# Judo tại Đại hội Thể thao Đông Nam Á 2017
Môn Judo thi đấu tại Đại hội Thể thao Đông Nam Á 2017 ở Kuala Lumpur diễn ra tại Trung tâm hội nghị Kuala Lumpur ở Trung tâm Thành phố Kuala Lumpur.
Có tổng cộng 6 hạng mục: Hạng cân 60 kg đến 66 kg, Hạng cân 66 kg đến  73 kg Hạng cân 60 kg đến và Hạng cân 73 kg đến 81 kg (nam), và Hạng cân 57 kg đến 63 kg, Hạng cân 63 kg đến  70 kg Hạng cân 70 kg đến và Hạng cân 78 kg (nữ)

## Vận động viên giành huy chương

### Nam
| Event | Vàng                                  | Bạc                        | Đồng                               |
| ----- | ------------------------------------- | -------------------------- | ---------------------------------- |
| 66 kg | Mochammad Syaiful Raharjo · Indonesia | Chong Wei Fu · Malaysia    | Shugen Nakano · Philippines        |
| 66 kg | Mochammad Syaiful Raharjo · Indonesia | Chong Wei Fu · Malaysia    | Surasak Puntanam · Thái Lan        |
| 73 kg | Iksan Apriyadi · Indonesia            | Nguyễn Tấn Công · Việt Nam | Keisei Nakano · Philippines        |
| 73 kg | Iksan Apriyadi · Indonesia            | Nguyễn Tấn Công · Việt Nam | Mohd Farhan Uzair Fikri · Malaysia |
| 81 kg | Masayuki Terada · Thái Lan            | Horas Manurung · Indonesia | Gary Chow Weng Luen · Singapore    |
| 81 kg | Masayuki Terada · Thái Lan            | Horas Manurung · Indonesia | Chittakon Xayasan · Lào            |

### Nữ
| Event | Vàng                           | Bạc                           | Đồng                                |
| ----- | ------------------------------ | ----------------------------- | ----------------------------------- |
| 63 kg | Kiyomi Watanabe · Philippines  | Orapin Senatham · Thái Lan    | Nik Norlydiawati Azman · Malaysia   |
| 63 kg | Kiyomi Watanabe · Philippines  | Orapin Senatham · Thái Lan    | Nguyễn Thị Hường · Việt Nam         |
| 70 kg | Mariya Takahashi · Philippines | Surattana Thongsri · Thái Lan | Nguyễn Thị Diệu Tiên · Việt Nam     |
| 70 kg | Mariya Takahashi · Philippines | Surattana Thongsri · Thái Lan | Hevrilia Windawati · Indonesia      |
| 78 kg | Nguyễn Thị Như Ý · Việt Nam    | Aye Aye Aung · Myanmar        | Nor Izzatul Fazlia Tahir · Malaysia |
| 78 kg | Nguyễn Thị Như Ý · Việt Nam    | Aye Aye Aung · Myanmar        | Sydney Sy · Philippines             |

## Bảng tỏng sắp huy chương
Quốc gia đăng cai (Malaysia)
| Hạng               | Đoàn               | Vàng | Bạc | Đồng | Tổng số |
| ------------------ | ------------------ | ---- | --- | ---- | ------- |
| 1                  | Indonesia          | 2    | 1   | 1    | 4       |
| 2                  | Philippines        | 2    | 0   | 3    | 5       |
| 3                  | Thái Lan           | 1    | 2   | 1    | 4       |
| 4                  | Việt Nam           | 1    | 1   | 2    | 4       |
| 5                  | Malaysia           | 0    | 1   | 3    | 4       |
| 6                  | Myanmar            | 0    | 1   | 0    | 1       |
| 7                  | Lào                | 0    | 0   | 1    | 1       |
| 7                  | Singapore          | 0    | 0   | 1    | 1       |
| Tổng số (8 đơn vị) | Tổng số (8 đơn vị) | 6    | 6   | 12   | 24      |